# Аферистка
«Аферистка» (інша назва «Мені зовсім не байдуже», анг. I Care a Lot) — чорнокомедійний трилер 2020 року, поставлений режисером Дж. Блейксон за власним сценарієм. У ньому зіграли Розамунд Пайк, Пітер Дінклейдж, Ейса Гонсалес, Кріс Мессіна та Даян Віст.
Світова прем'єра фільму відбулася на Міжнародному кінофестивалі у Торонто 12 вересня 2020 року. Реліз стрічки у більшості країн заплановано на 19 лютого 2021 року на платформах Netflix та Prime Video, залежно від регіону.

## Сюжет
Цинічна та самовпевнена Марла Грейсон є професійним опікуном, якого призначає суд для людей похилого віку, які з тих чи інших умов визнано нездатними самих себе обслуговувати. Марла законними засобами привласнює всі активи та нерухомість своїх підопічних. Це добре працююча оборудка, яку Марла та її бізнес-партнер Фран в котрий раз ефективно використовують на своїй останній «клієнтці» Дженніфер Петерсон — заможній пенсіонерці, яка не має спадкоємців та родини. Але виявляється що Дженніфер Петерсон не є абсолютно безпорадною жінкою, і має свої «темні» секрети та зв'язки зі світом гангстерів. Тепер Марла змушена брати участь у грі, в якій можуть вижити лише «хижаки» — тій, яка не є ні чесною, ні законною.

## У ролях
- Розамунд Пайк — Марла Грейсон
- Пітер Дінклейдж — Роман Луньов
- Ейса Гонсалес — Фран
- Кріс Мессіна — Дін Еріксон
- Даян Віст — Дженніфер Петерсон
- Ісія Уітлок-молодший — суддя Ломакс

## Виробництво
У травні 2019 року було оголошено, що Розамунд Пайк зіграє головну роль у новій стрічці режисера Дж. Блейксона, який він планує знімати за власним сценарієм. У червні того ж 2019 на участь у майбутній стрічці дали згоду Пітер Дінклейдж та Ейса Гонсалес. У липні 2019 р. Кріс Мессіна та Даян Віст приєдналися до акторського складу фільму. Зйомки розпочалися на початку липня 2019. Знімали сцени в Дедемі, штат Массачусетс.

## Вихід фільму
Світова прем'єра фільму відбулася на Міжнародному кінофестивалі у Торонто 12 вересня 2020 року. Незабаром після цього Netflix придбав права на прокат фільму в деяких країнах, включаючи США, Німеччину, Латинську Америку, Південну Африку, Близький Схід та Індію. Згодом Prime Video придбала права в Австралії, Канаді, Ірландії, Італії, Новій Зеландії та Великій Британії через міжнародного дистриб'ютора Black Bear STX. Стрічку планують випустити на обох платформах 19 лютого 2021 року.